# Hagfors flygplats
Hagfors flygplats (IATA: HFS, ICAO: ESOH) är en regional flygplats belägen sex kilometer väster om Hagfors i Värmland.

## Historia
Flygplatsen, som kan hantera medelstora flygplan, invigdes 1986 och landningsbanan förlängdes 1988. Flygplatsen är ILS-utrustad. Under Svenska Rallyt i februari brukar flygplatsen stängas och användas som serviceplats för bilar (passagerare hänvisas då till Torsby, 54 km eller Karlstad, 80 km bort med bil).
Flyglinjen Torsby-Hagfors-Arlanda startade 1993. Hagfors kommun och Torsby kommun upphandlade från Wermlandsflyg som fick nytt förtroende 1997.
Flyglinjen upphandlades första gången av Rikstrafiken 2002. Nextjet fick trafiken till Arlanda i upphandlingen av Rikstrafiken 2005. Trafikstart var i oktober 2005 och avtalet gällde till 2008. 
Antalet passagerare som passerade Hagfors flygplats år 2008 var 2 744 st. Nextjet fick fortsätta trafiken i upphandling 2008 till 2011.
Avies fick avtalet för 2011 till 2015. De hade en del problem och många flygningar ställdes in, vilket gjorde att huvudkunden Uddeholm en period valde andra flygplatser, Karlstad eller Oslo. Avies fråntogs avtalet i mars 2015. AIS Airlines tog över flygningarna. Amapola fick avtalet för 2019 till 2023. Vid 2023 års upphandling gick avtalet till Jonair.

## Flygtrafik
Trafikverket upphandlade trafikflyget mellan Hagfors och Arlanda av Amapola för perioden från oktober 2019 till oktober 2023. 
Kostnaden för upphandlingen var 11,5 miljoner kronor per år. Samtliga flygningar startar i Torsby och mellanlandar i Hagfors för att sedan fortsätta till Stockholm-Arlanda, och vice versa på vägen tillbaka. Linjen trafikeras med två dagliga avgångar i båda riktningarna på vardagar. Från oktober 2023 flygs linjen av Jonair.
Alternativa resvägar istället för anslutningar via Arlanda är bil till Oslo-Gardermoen (210 kilometer vägavstånd) eller Karlstads flygplats (80 kilometer vägavstånd).

### Destinationer & flygbolag
| Flygbolag    | Destinationer             |
| ------------ | ------------------------- |
| AIS Airlines | Stockholm-Arlanda, Torsby |